# Grupo Coimbra
El Grupo Coimbra es una red de universidades de Europa. Fundado en 1985, se constituyó oficialmente en 1987. Congrega a 41 universidades, algunas de las cuales son de las más antiguas y prestigiosas del continente europeo. El grupo tomó su nombre de la ciudad de Coímbra, Portugal, y su universidad, una de las más antiguas de Europa.

## Objetivos
El Grupo Coimbra es:

... una asociación de antiguas universidades europeas de prestigio internacional entregada a crear especiales lazos académicos y culturales para promover, en beneficio de sus miembros, la internacionalización, colaboración académica, alta calidad tanto en aprendizaje como en investigación, y servicios a la sociedad. También es propósito del Grupo Coimbra el influenciar en la política europea de educación y desarrollar las mejores técnicas a través del mutuo intercambio de experiencia.
Coimbra Group

## Actividades

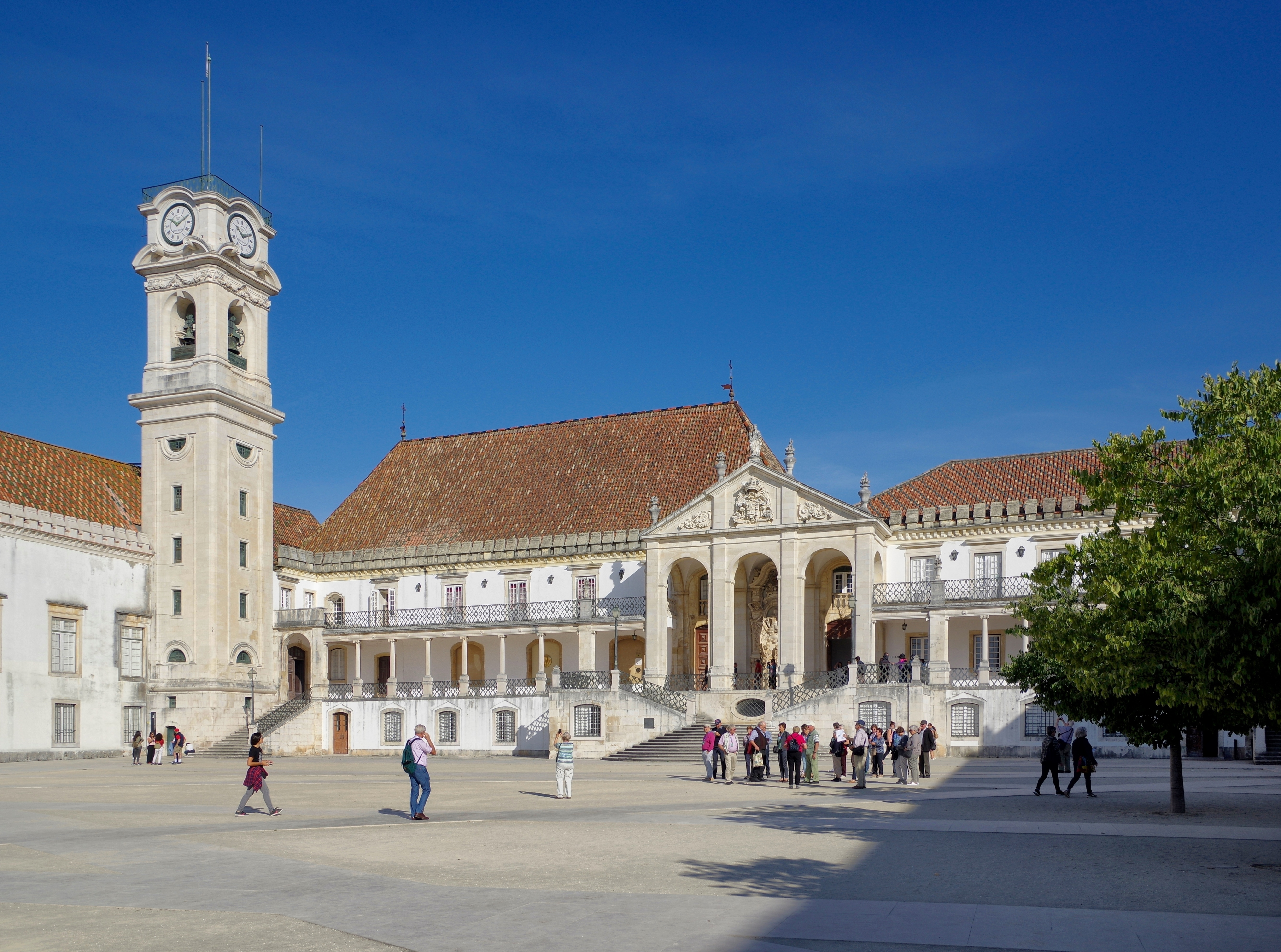
El grupo adquirío su nombre a partir de la ciudad portuguesa de Coímbra y de la universidad que allí se encuentra. La Universidad de Coímbra es de las más antiguas de Europa y celebró su 700º aniversario el mismo año en que se fundó el grupo.

Para alcanzar sus objetivos el Grupo Coimbra pretende:
- Facilitar el intercambio de conocimientos entre las universidades que constituyen el grupo mediante el intercambio tanto de alumnos como de profesorado, de manera que se beneficien de pertenecer al Grupo Coimbra, a la vez que se respete la identidad cultural y nacional de las universidades y su autodeterminación a la hora de establecer sus políticas de aprendizaje e investigación.
- Trabajar de la mano de las instituciones de la Unión Europea para poder participar en la política de educación superior e investigación, para poder beneficiar a los miembros del Grupo Coimbra.
- Contribuir al debate europeo de la calidad en la educación superior y promover la adopción de medidas de calidad en las universidades del Grupo.
- Convertirse en la vanguardia de la creación y el desarrollo del Espacio Europeo de Educación Superior y promover los conocimientos académicos de sus miembros, así como de los miembros del Espacio Europeo de Investigación.
- Ser reconocido como un grupo especializado en educación, capaz de dar consejo a sus miembros y a las instituciones de la UE en cuanto a temas de educación superior, como en las tecnologías de la información y la comunicación aplicadas a nuevos métodos de enseñanza y educación continua.
- Promover la cooperación en actividades culturales, sociales y deportivas entre sus miembros.
- Promocionar el Grupo Coimbra a nivel mundial como fuente de excelencia académica en Europa, con vistas a atraer estudiantes de todo el mundo a las universidades pertenecientes al Grupo Coimbra.

## Integrantes
| Países          | Universidades asociadas |
| Alemania        | - Universidad de Gotinga - Universidad de Heidelberg - Universidad de Colonia - Universidad de Jena - Universidad de Wurzburgo |
| Austria         | - Universidad de Graz |
| Bélgica         | - KU Leuven - Universidad de Lovaina                                                                                           |
| República Checa | - Univerzita Karlova Praha |
| Dinamarca       | - Universidad de Aarhus |
| España          | - Universidad de Barcelona - Universidad de Granada - Universidad de Salamanca                                                 |
| Estonia         | - Universidad de Tartu |
| Finlandia       | - Universidad de Turku - Universidad Åbo Akademi                                                                               |
| Francia         | - Universidad de Montpellier - Universidad Paul Valéry de Montpellier - Universidad de Poitiers                                |
| Hungría         | - Universidad Eötvös Loránd |
| Irlanda         | - Trinity College (Dublín) - Universidad Nacional de Irlanda, Galway                                                           |
| Italia          | - Universidad de Bolonia - Universidad de Padua - Universidad de Pavía - Universidad de Siena                                  |
| Lituania        | - Universidad de Vilna |
| Noruega         | - Universidad de Bergen |
| Países Bajos    | - Universidad de Groningen - Universidad de Leiden - Universidad de Utrecht                                                    |
| Polonia         | - Universidad Jagellónica |
| Portugal        | - Universidad de Coímbra |
| Reino Unido     | - Universidad de Bristol - Universidad de Durham - Universidad de Edimburgo                                                    |
| Rumania         | - Universidad Alexandru Ioan Cuza de Iași                                                                                      |
| Rusia           | - Universidad Estatal de San Petersburgo                                                                                       |
| Suiza           | - Universidad de Ginebra |
| Suecia          | - Universidad de Upsala |
| Turquía         | - Universidad de Estambul |